# كفر سعد (دمياط)
كفر سعد، مدينة مصرية تقع شمال شرق دلتا النيل الواقع أقصى شمال مصر، تتبع إدارياً محافظة دمياط، وهي عاصمة مركز كفر سعد .